# 特許協力条約の用語集
特許協力条約の用語集（とっきょきょうりょくじょうやくのようごしゅう）では、特許協力条約に関連する用語を説明する。

## 0
19条補正
特許協力条約第19条に基づいて、出願人が国際調査報告を受け取った後、所定の期間内に#国際事務局に提出して一度だけすることができる、#請求の範囲についての補正である。
34条補正
特許協力条約第34条(2) (b)に基づいて、#国際予備審査報告が作成される前までに、出願人が#国際予備審査を請求した#国際予備審査機関に提出してすることができる、#請求の範囲、#明細書、図面についての補正である。

## A
DO
#指定官庁（Designated Office）。
EO
#選択官庁（Elected Office）。
IB
#国際事務局（International Bureau）。
IPEA
#国際予備審査機関（International Preliminary Examining Authority）。
IPER
#国際予備審査報告（International Preliminary Examination Report）。
IPRP
#特許性に関する国際予備報告（International Preliminary Report on Patentability）。
ISA
#国際調査機関（International Searching Authority）。
ISR
#国際調査報告（International Search Report）。
PCT
#特許協力条約（Patent Cooperation Treaty）。
PCTガゼット
#公報。
PCT規則
#特許協力条約に基づく規則。
RO
#受理官庁（Receiving Office）。
WIPO
#世界知的所有権機関（World Intellectual Property Organization）。
WO/IPEA
#国際予備審査機関の見解書（Written Opinion of the International Preliminary Examining Authority）。
WO/ISA
#国際調査機関の見解書（Written Opinion of the International Searching Authority）。

## あ
明らかな誤りの訂正
国際出願の出願人がする、書類の明らかな誤りの訂正である。どの書類の訂正をするかに応じて、受理官庁、国際調査機関、国際予備審査機関、または国際事務局に訂正請求書を提出してする。
異議の申立て
国際調査機関または国際予備審査機関の追加手数料の納付命令に対する出願人の異議の申立てである。追加手数料の納付とともに行う。発明の単一性を満たしている旨または要求された追加手数料の額が過大である旨の理由を示した陳述書を提出する。異議の申立てが少なくとも部分的に正当であると認められると、支払った追加手数料の全部または一部が返還される。

## か
願書
#国際出願をするために必要な文書の一つである。#指定国の指定、出願人の氏名または名称、発明の名称などを記載する。
関連のある先行技術
#国際出願の#請求の範囲に記載された発明が新規性および進歩性を有すると認められるか否かを決定するにあたり役立ちうる、公衆に利用可能な技術である。
機関
#世界知的所有権機関。
規則
#特許協力条約に基づく規則。
広域特許
複数の国で有効な特許である。欧州特許、ユーラシア特許などがある。
公報
#国際事務局が#国際公開の書誌事項、手数料の一覧表、公示すべき事項、有用な情報を掲載して英語およびフランス語で発行する刊行物である。PCT Gazette。
国際公開
#国際事務局が#優先日から18か月経過後に行う、#国際出願、#国際調査報告、および#19条補正の公開である。国際公開の技術的な準備が完了する前に国際出願が取り下げられたときは、その国際公開は行われない。
国際公開の言語
アラビア語、英語、スペイン語、中国語、ドイツ語、日本語、韓国語、ポルトガル語、フランス語、ロシア語である。#国際公開はこのいずれか一つの言語で行われる。
国際事務局
#世界知的所有権機関の国際事務局である。特許協力条約の管理運営業務を担う。#受理官庁の一つでもある。IB、International Bureau。
国際出願
特許協力条約に従ってされる、締約国において発明の保護を求めるための出願である。#願書、#明細書、#請求の範囲、必要な図面、#要約を#受理官庁に提出して行う。
国際出願の言語
それぞれの#受理官庁が#国際出願のために認める言語である。
国際出願日
#国際出願が#受理官庁に受理された日である。国際出願の#指定国における実際の出願日とみなされる。
国際調査
#国際調査機関が行う調査である。#国際出願に#関連のある先行技術の発見を目的とする。#国際調査報告と#国際調査機関の見解書が作成される。
国際調査機関
#国際調査をするために十分な人員と資料を備える#国内官庁または政府間機関であって、#総会で選定されたものである。
国際調査機関の見解書
#国際出願の#請求の範囲に記載された発明が新規性、進歩性、産業上の利用可能性を有すると認められるか否かについての#国際調査機関の見解を示す文書である。#国際予備審査報告に準じた性格を有する。#国際予備審査が請求されない場合、これをもとに「#特許性に関する国際予備報告（特許協力条約第I章）」が作成される。WO/ISA、Written Opinion of the International Searching Authority。
国際調査機関の書面による見解
#国際調査機関の見解書（WO/ISA、Written Opinion of the International Searching Authority）。
国際調査報告
#国際調査機関が#国際調査の結果作成する文書である。#国際出願に関連のあると認められる文献が列記される。出願人に送付されるとともに、#国際事務局によって国際出願の#国際公開とともに公開される。ISR、International Search Report。
国際調査報告を作成しない旨の決定
#国際調査機関が、#国際出願の対象が調査を要しないものである、または、#明細書、#請求の範囲、図面が不十分で有意義な調査を行うことができない、と認めた場合、#国際調査報告を作成しないことを宣言し、出願人および#国際事務局に通知することである。
国際特許協力同盟
特許協力条約の締約国が形成する同盟である。#発明の保護のための出願および出願の調査や審査における協力、ならびに、特別の技術的業務の提供を目的とする。
国際予備審査
#国際予備審査機関が行う予備的な審査である。#請求の範囲に記載された発明が新規性、進歩性、および産業上の利用可能性を有するか否かについて、予備的かつ拘束力のない見解を示すことを目的とする。出願人の請求により行われる。#国際予備審査報告が作成される。
国際予備審査機関
#国際予備審査をするために十分な人員と資料を備える#国内官庁または政府間機関であって、#総会で選定されたものである。IPEA、International Preliminary Examining Authority。
国際予備審査機関の見解書
#国際予備審査機関が、#国際出願の新規性、進歩性、#発明の単一性、記載要件等に否定的な見解を持つ場合、#国際予備審査報告を作成する前に出願人の意見と#34条補正を求めるために、出願人にその見解を通知する文書である。WO/IPEA、Written Opinion of the International Preliminary Examining Authority。
国際予備審査機関の書面による見解
#国際予備審査機関の見解書（WO/IPEA、Written Opinion of the International Preliminary Examining Authority）。
国際予備審査報告
#国際予備審査機関が#国際予備審査の結果作成する文書である。#国際出願の請求の範囲に記載された発明が、新規性、進歩性、および産業上の利用可能性の基準に適合すると認められるか否かが記述される。また、その記述を裏付けると認められる文献が列記される。出願人に送付されるとともに、#選択官庁に送達される。IPER、International Preliminary Examination Report。
国際予備報告
#特許性に関する国際予備報告。
国内官庁
特許を与える任務を有する締約国の政府当局である。#受理官庁、#国際調査機関、#国際予備審査機関、#指定官庁、#選択官庁として機能することがある。
国内出願
#国際出願以外の出願である。

## さ
最小限資料
#国際調査機関が備えて、#国際調査の際に調査しなければならない資料である。#国際公開された#国際出願、主要国の特許文献、国際調査機関が合意して定める学術雑誌が含まれる。
自己指定
#国際出願において、優先権の主張の基礎とする#国内出願をした国を#指定国として指定することである。自己指定された指定国における優先権の主張の効果は、各国内法令の定めるところによる。一般には国内優先権を主張したものとみなされる。
実施細則
#特許協力条約に基づく規則より委任された事項などを定める細則である。#受理官庁、#国際調査機関、#国際予備審査機関と協議のうえ、#事務局長が作成する。
指定官庁
#指定国の#国内官庁である。出願人は優先日から30か月以内に指定官庁に対して#国際出願の翻訳文の提出、国内手数料の支払いなどを済ませる。DO、Designated Office。
指定国
出願人が#国際出願の#願書において、#発明の保護を求める国として指定した国である。
事務局長
#世界知的所有権機関の事務局長である。
受理官庁
#国際出願を受理する#国内官庁または政府間機関である。#国際事務局は受理官庁の一つである。RO、Receiving Office。
請求の範囲
#発明の保護を求める事項を明示する文書である。#国際出願に必要である。特許請求の範囲を見よ。
請求の範囲の減縮又は追加して納付すべき手数料の納付命令書
#国際予備審査機関が#発明の単一性の欠如を認めたとき、#34条補正による#請求の範囲の減縮または#追加手数料の支払いを求めて出願人に送付する文書である。出願人は、これに対して34条補正、追加手数料の支払い、それに加えて#異議の申立てをすることができる。
世界知的所有権機関
世界知的所有権機関を設立する条約によって設立された国際機関である。世界知的所有権機関を見よ。WIPO、World Intellectual Property Organization。
選択官庁
#選択国の#国内官庁である。EO、Elected Office。
選択国
出願人が、#国際予備審査を請求する際に、国際予備審査の結果を利用することを意図する国として選択した国である。
総会
#国際特許協力同盟の総会である。通常、#世界知的所有権機関の一般総会と同一の期間に同一の場所で行われる。

## た
単一性
#発明の単一性。
追加して納付すべき手数料の納付命令書
#国際調査機関が#発明の単一性の欠如を認めたときに、#追加手数料の支払いを求めて出願人に送付する文書である。出願人は、これに対して追加手数料の支払い、それに加えて#異議の申立てをすることができる。
追加手数料
#国際調査、#国際予備審査において、#発明の単一性の欠如が明らかになったとき、発明の単一性を満たさない部分についての調査または予備審査のために支払いを求められることがある手数料である。
追加手数料異議の申立て
#異議の申立て。
同盟
#国際特許協力同盟。
特許協力条約に基づく規則
特許協力条約に附属する規則である。条約より委任された事項や手続的事項を定める。#国際特許協力同盟の#総会の議決により改正される。一部の事項は規則より#実施細則に委任される。
特許性に関する国際予備報告
「#特許性に関する国際予備報告（特許協力条約第I章）」または「#特許性に関する国際予備報告（特許協力条約第II章）」である。一つの#国際出願についていずれか一方が作成される。IPRP、International Preliminary Report on Patentability。
特許性に関する国際予備報告（特許協力条約第I章）
#国際予備審査が行われないときに、#国際調査機関の見解書と同一の内容で#国際事務局が作成する文書である。出願人に送付されるとともに#指定官庁に送達される。IPRP (I)、International Preliminary Report on Patentability (Chapter I of the Patent Cooperation Treaty)。
特許性に関する国際予備報告（特許協力条約第II章）
#国際予備審査が行われたときに、#国際予備審査機関が作成する#国際予備審査報告である。#附属書類とともに#国際事務局および出願人に送付される。IPRP (II)、International Preliminary Report on Patentability (Chapter II of the Patent Cooperation Treaty)。

## は
発明の単一性
単一の発明のみ、または、単一の一般的発明概念を形成するように連関している一群の発明のみが#請求の範囲に記載されていることである。発明の単一性の要件を満たさない部分については、#追加手数料が支払われない限り、#国際調査や#国際予備審査が行われないことがある。
発明の保護
特許、発明者証、実用証、実用新案、追加特許、追加発明者証、追加実用証である。
パンフレット
#国際公開をするために#国際事務局が発行する刊行物である。
非公式コメント
#国際予備審査を請求しない場合に、出願人が#国際調査機関の見解書について意見を述べるために#国際事務局に提出する文書である。国際事務局は#特許性に関する国際予備報告（特許協力条約第I章）とともにこれを#指定官庁に送付する。Informal Comment。
附属書類
#国際予備審査報告に添付される書類である。#19条補正、#34条補正をした書類が含まれる。国際予備審査報告とともに送付される。

## ま
みなし全指定
#国際出願の#願書を提出することによって、すべての締約国を#指定国として指定したものとみなされることである。願書に特定の国を指定しない旨の表示を含めるか、出願後に特定の指定国の指定を取り下げるかすれば、一部の国を指定国から除外できる。
みなし全選択
#国際予備審査の請求書を提出することによって、#国際出願で指定したすべての#指定国を#選択国として選択したものとみなされることである。
明細書
出願人が明確かつ十分に発明を開示する文書である。#国際出願に必要である。明細書 (特許法)を見よ。
明白な誤りの訂正
#明らかな誤りの訂正。

## や
優先権
工業所有権の保護に関するパリ条約に基づく優先権である。出願人はパリ条約の締約国にした出願を基礎として優先権を主張して#国際出願をすることができる。
優先日
#優先権の主張を伴う#国際出願については、優先権の主張の基礎となる出願のうち最先の出願の日である。優先権の主張を伴わない国際出願については、#国際出願日である。
要約
#明細書、#請求の範囲、図面に含まれている内容の概要である。#国際出願に必要である。#国際公開される。